# Won Jeong-sik

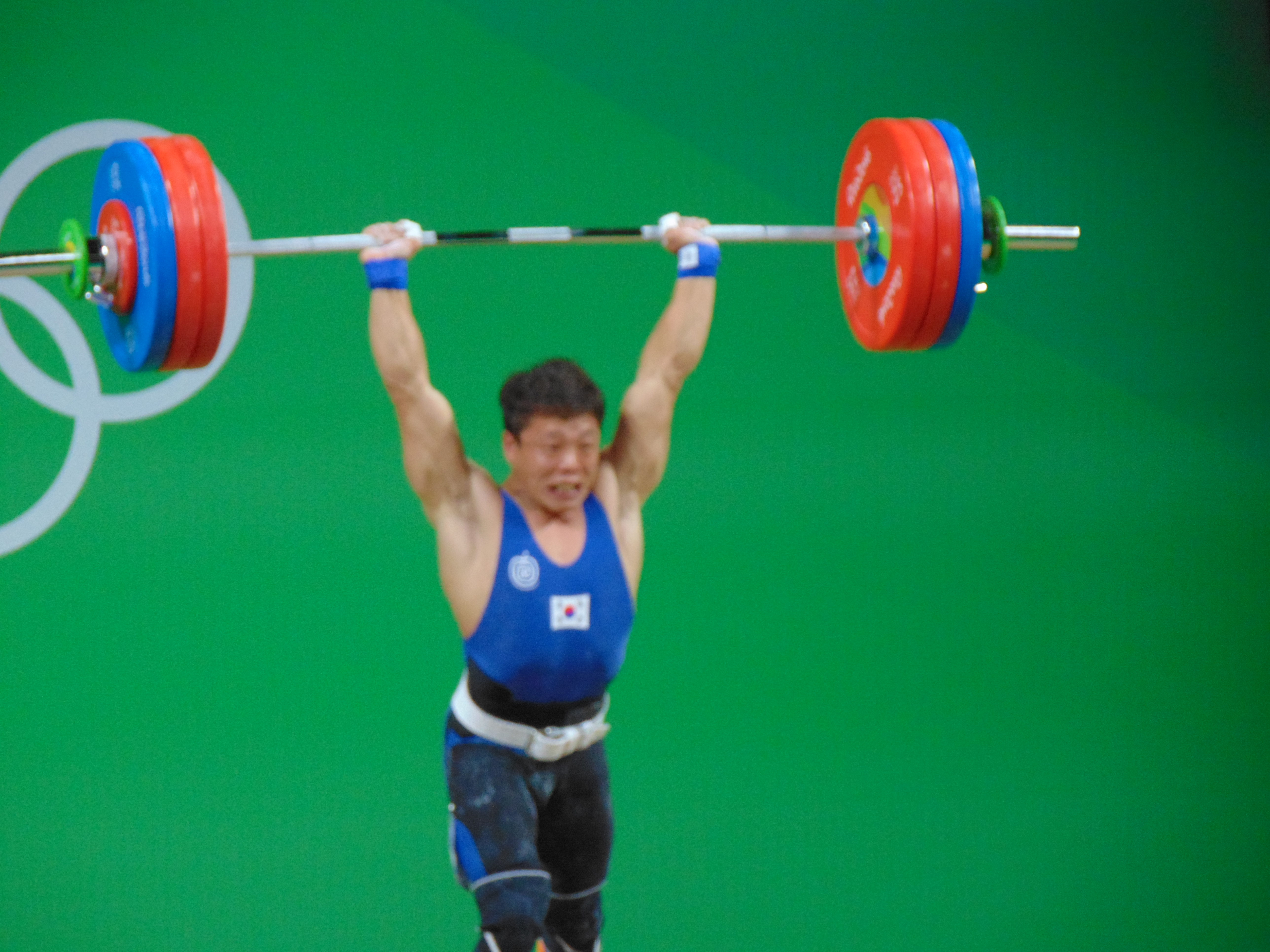
Won Jeong-sik (2016)

Won Jeong-sik (* 9. Dezember 1990 in Cheolweon, Provinz Gangwon-do) ist ein südkoreanischer Gewichtheber.

## Karriere
Won holte in der Klasse bis 69 kg Silber bei der Sommer-Universiade 2011 und errang bei der WM 2011 den sechsten Platz. Bei Olympischen Spielen belegte er 2012 den siebten Platz und 2016 den achten Platz. Bei der WM 2017 wurde er in der Klasse bis 69 kg Weltmeister.